# Улица Константинова
У́лица Константи́нова — улица на севере Москвы в Алексеевском районе Северо-Восточного административного округа, между Маломосковской улицей и площадью Академика Люльки.
Образована в первой половине 1960-х годов как проектируемый проезд № 2061. Названа в 1965 году в память Константина Ивановича Константинова (1817 или 1819—1871) — генерал-лейтенанта, русского военного инженера, работавшего в области ракетной артиллерии, родного внука императора Павла I, внебрачного сына Великого князя цесаревича Константина Павловича. Расположена в группе улиц, названных в честь пионеров ракетной техники.

## Расположение
Улица Константинова начинается от Маломосковской улицы и проходит на северо-восток параллельно улице Павла Корчагина, пересекает улицу Кибальчича, Ракетный бульвар и заканчивается на площади Академика Люльки — пересечении улиц Бориса Галушкина, Космонавтов и Павла Корчагина.
Под улицей в подземном коллекторе протекает река Копытовка.

## Учреждения и организации
- Дом 11 — Алексеевский Гранд Холдинг Строй СВАО;
- Дом 16 — Сберегательный банк РФ (АКСБ РФ), Мещанское отд. № 7811/01083.